# Jankowice (powiat działdowski)
Jankowice (niem. Jankowitz, w latach 1938–1945 Sassendorf (Ostpr.)) – wieś w Polsce położona w województwie warmińsko-mazurskim, w powiecie działdowskim, w gminie Działdowo. W latach 1975–1998 miejscowość należała administracyjnie do województwa ciechanowskiego.
W czasach krzyżackich wieś pojawia się w dokumentach w roku 1321, podlegała pod komturię w Dąbrównie, były to dobra rycerskie o powierzchni 40 włók.